# Kœur-la-Grande
Ne doit pas être confondu avec Kœur-la-Petite.
Pour les articles homonymes, voir Kœur.
Kœur-la-Grande est une commune française située dans le département de la Meuse, en région Grand Est.

## Géographie
Commune voisine de Kœur-la-Petite, cette dernière est plus peuplée, en dépit de son nom.
| Fresnes-au-Mont       | Bislée         | Bislée         |
| Courcelles-en-Barrois | Kœur-la-Grande | Kœur-la-Petite |
| Courcelles-en-Barrois | Kœur-la-Petite | Kœur-la-Petite |

### Hydrographie
La commune est dans le bassin versant de la Meuse au sein du bassin Rhin-Meuse. Elle est drainée par la Meuse et le ruisseau le Royat,.
La Meuse, d'une longueur de 486 km, est un fleuve européen qui prend sa source en France, dans la commune du Châtelet-sur-Meuse, à 409 mètres d'altitude, et se jette dans la mer du Nord après un cours long d'approximativement 950 kilomètres traversant la France, la Belgique et les Pays-Bas.

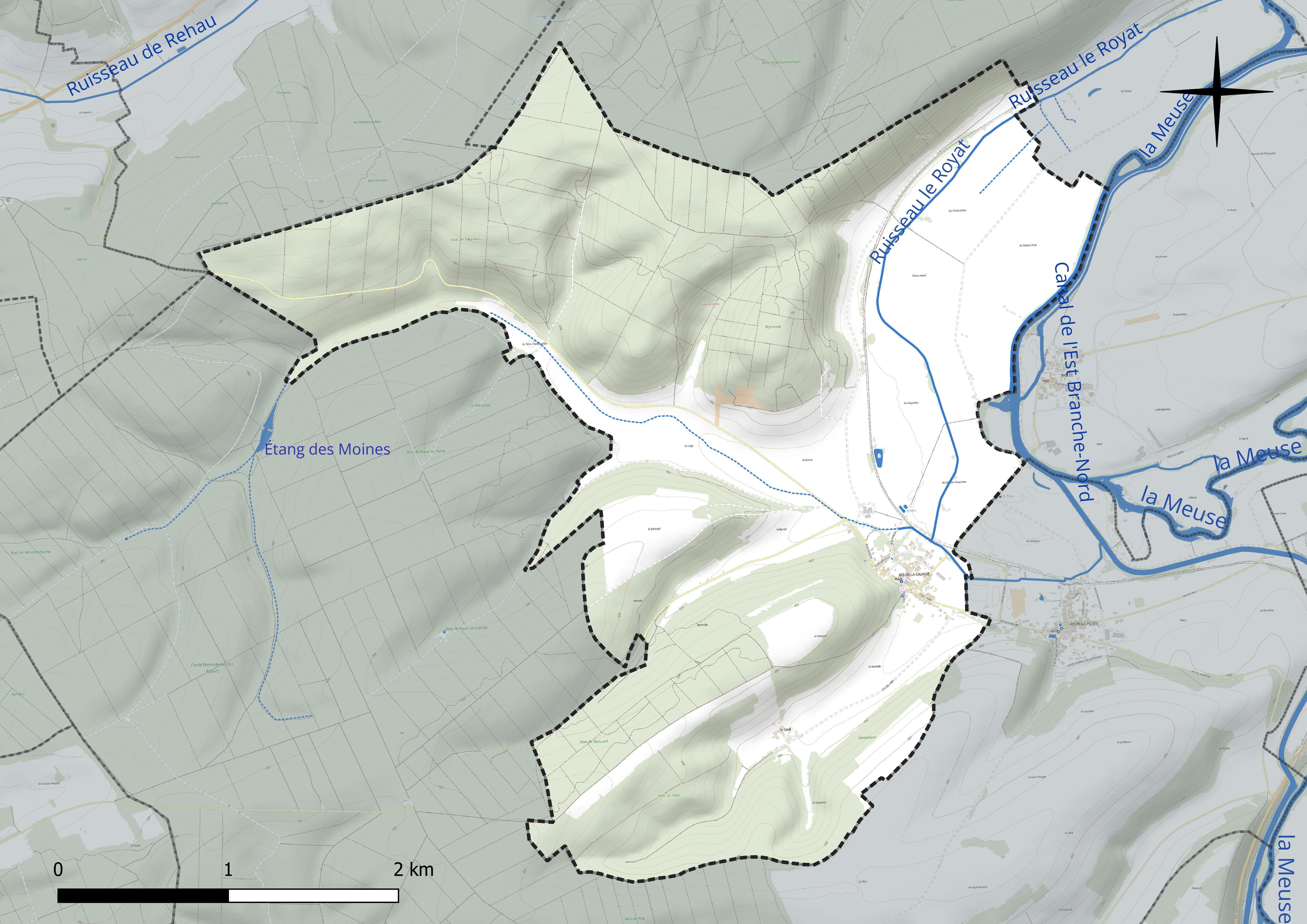
Réseau hydrographique de Kœur-la-Grande.

### Climat
Pour des articles plus généraux, voir Climat du Grand Est et Climat de la Meuse.
En 2010, le climat de la commune est de type climat de montagne, selon une étude du Centre national de la recherche scientifique s'appuyant sur une série de données couvrant la période 1971-2000. En 2020, Météo-France publie une typologie des climats de la France métropolitaine dans laquelle la commune est exposée à un climat océanique altéré et est dans la région climatique  Lorraine, plateau de Langres, Morvan, caractérisée par un hiver rude (1,5 °C), des vents modérés et des brouillards fréquents en automne et hiver.
Pour la période 1971-2000, la température annuelle moyenne est de 9,7 °C, avec une amplitude thermique annuelle de 15,9 °C. Le cumul annuel moyen de précipitations est de 988 mm, avec 13,5 jours de précipitations en janvier et 9,5 jours en juillet. Pour la période 1991-2020, la température moyenne annuelle observée sur la station météorologique de Météo-France la plus proche, « Erneville aux Bois_sapc », sur la commune d'Erneville-aux-Bois à 14 km à vol d'oiseau, est de 9,9 °C et le cumul annuel moyen de précipitations est de 1 021,5 mm. 
La température maximale relevée sur cette station est de 39,4 °C, atteinte le 25 juillet 2019 ; la température minimale est de −24,2 °C, atteinte le 18 février 1956,,.
Les paramètres climatiques de la commune ont été estimés pour le milieu du siècle (2041-2070) selon différents scénarios d'émission de gaz à effet de serre à partir des nouvelles projections climatiques de référence DRIAS-2020. Ils sont consultables sur un site dédié publié par Météo-France en novembre 2022.

## Urbanisme

### Typologie
Au 1er janvier 2024, Kœur-la-Grande est catégorisée commune rurale à habitat dispersé, selon la nouvelle grille communale de densité à sept niveaux définie par l'Insee en 2022.
Elle est située hors unité urbaine. Par ailleurs la commune fait partie de l'aire d'attraction de Saint-Mihiel, dont elle est une commune de la couronne,. Cette aire, qui regroupe 17 communes, est catégorisée dans les aires de moins de 50 000 habitants,.

### Occupation des sols
L'occupation des sols de la commune, telle qu'elle ressort de la base de données européenne d’occupation biophysique des sols Corine Land Cover (CLC), est marquée par l'importance des forêts et milieux semi-naturels (59,5 % en 2018), une proportion sensiblement équivalente à celle de 1990 (59,7 %). La répartition détaillée en 2018 est la suivante : 
forêts (59,5 %), terres arables (22,7 %), prairies (15,9 %), zones urbanisées (2 %). L'évolution de l’occupation des sols de la commune et de ses infrastructures peut être observée sur les différentes représentations cartographiques du territoire : la carte de Cassini (XVIIIe siècle), la carte d'état-major (1820-1866) et les cartes ou photos aériennes de l'IGN pour la période actuelle (1950 à aujourd'hui).

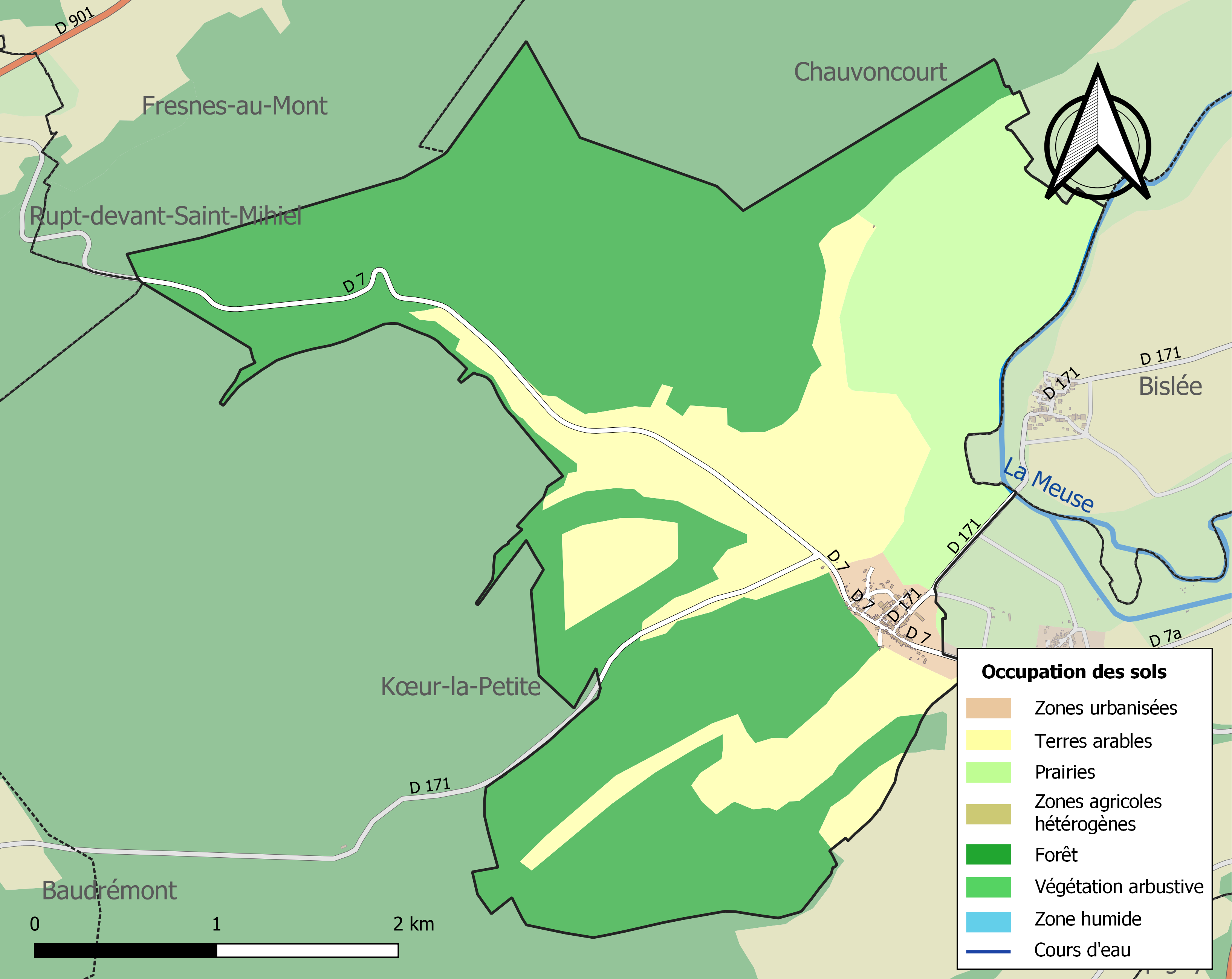
Carte des infrastructures et de l'occupation des sols de la commune en 2018 (CLC).

## Toponymie
Anciennes mentions, : Ulmus (709) ; Coria, Corya (709) ; Corires (Xe siècle) ; Villa quæ dicitur Ulmus et in populo vocatur Coria (1106) ; Cuyre-en-Barrois, utraque Corea (1229) ; Keure (1263); Keure-la-Grande (1571) ; Kevres-la-Grande, Chorea-Magna (1642) ; Grand-Quievre (1656) ; Grand-Kœur (1700) ; Coriæ (1707) ; Kœurres, Korœis (1738) ; Koeuvres, Kiévres, Quievres (1745) ; Khœurs-la-Grande, Khorei (1749) ; Cœurs, Ulme (1756) ; Koeurs la Grande (1793).
On note une hésitation aux premières attestations entre Ulmus (« orme) » et (Coria) « coudrier » en 709.

Coria « coudrier », du latin corylus « noisetier », qui devient dans les parlers d'oïl coudre, couedre, coeure. Kœur est dans son appellation actuelle, le « lieu du noisetier ».

## Histoire
Faisait partie du barrois mouvant avant 1790 et était rattaché au diocèse de Verdun.

## Politique et administration
| Période                                  | Période  | Identité                                           | Étiquette | Qualité |
| ---------------------------------------- | -------- | -------------------------------------------------- | --------- | ------- |
| Les données manquantes sont à compléter. |          |                                                    |           |         |
| avant 1988                               | ?        | Gérard Pibourdin                                   |           |         |
| mars 2001                                | En cours | Jean-Claude Demange Réélu pour le mandat 2020-2026 |           |         |

## Population et société

### Démographie

#### Évolution démographique
L'évolution du nombre d'habitants est connue à travers les recensements de la population effectués dans la commune depuis 1793. Pour les communes de moins de 10 000 habitants, une enquête de recensement portant sur toute la population est réalisée tous les cinq ans, les populations de référence des années intermédiaires étant quant à elles estimées par interpolation ou extrapolation. Pour la commune, le premier recensement exhaustif entrant dans le cadre du nouveau dispositif a été réalisé en 2006.

En 2022, la commune comptait 164 habitants, en évolution de −2,38 % par rapport à 2016 (Meuse : −4,4 %, France hors Mayotte : +2,11 %).
| 1793 | 1800 | 1806 | 1821 | 1831 | 1836 | 1841 | 1846 | 1851 |
| ---- | ---- | ---- | ---- | ---- | ---- | ---- | ---- | ---- |
| 255  | 314  | 347  | 328  | 356  | 377  | 384  | 376  | 364  |

| 1856 | 1861 | 1866 | 1872 | 1876 | 1881 | 1886 | 1891 | 1896 |
| ---- | ---- | ---- | ---- | ---- | ---- | ---- | ---- | ---- |
| 341  | 331  | 322  | 311  | 319  | 298  | 277  | 259  | 233  |

| 1901 | 1906 | 1911 | 1921 | 1926 | 1931 | 1936 | 1946 | 1954 |
| ---- | ---- | ---- | ---- | ---- | ---- | ---- | ---- | ---- |
| 232  | 224  | 210  | 198  | 225  | 154  | 147  | 167  | 139  |

| 1962 | 1968 | 1975 | 1982 | 1990 | 1999 | 2006 | 2011 | 2016 |
| ---- | ---- | ---- | ---- | ---- | ---- | ---- | ---- | ---- |
| 112  | 126  | 108  | 128  | 152  | 158  | 165  | 172  | 168  |

| 2021 | 2022 | - | - | - | - | - | - | - |
| ---- | ---- | - | - | - | - | - | - | - |
| 162  | 164  | - | - | - | - | - | - | - |

## Culture locale et patrimoine

### Lieux et monuments

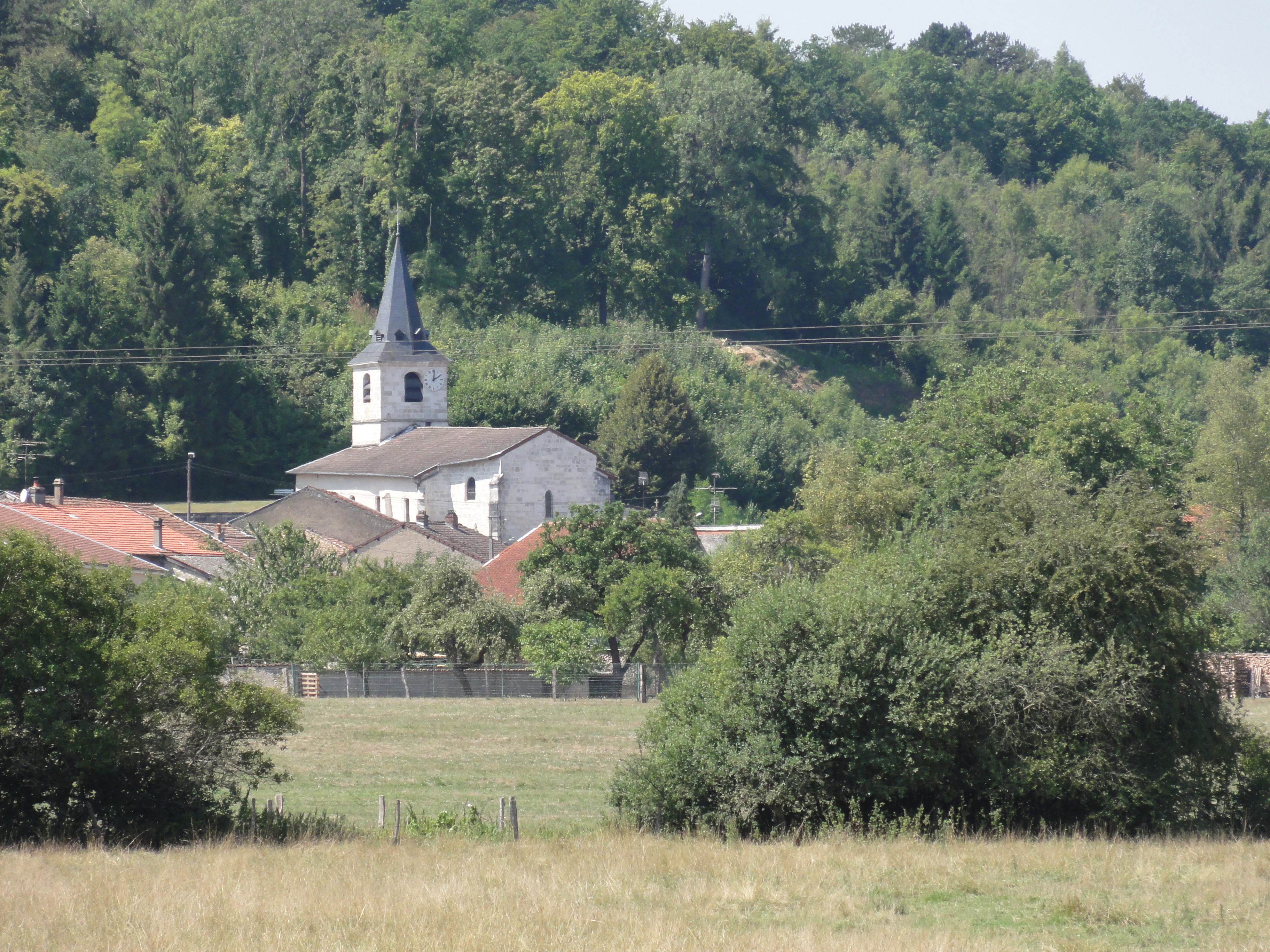
Église Saint-Martin.
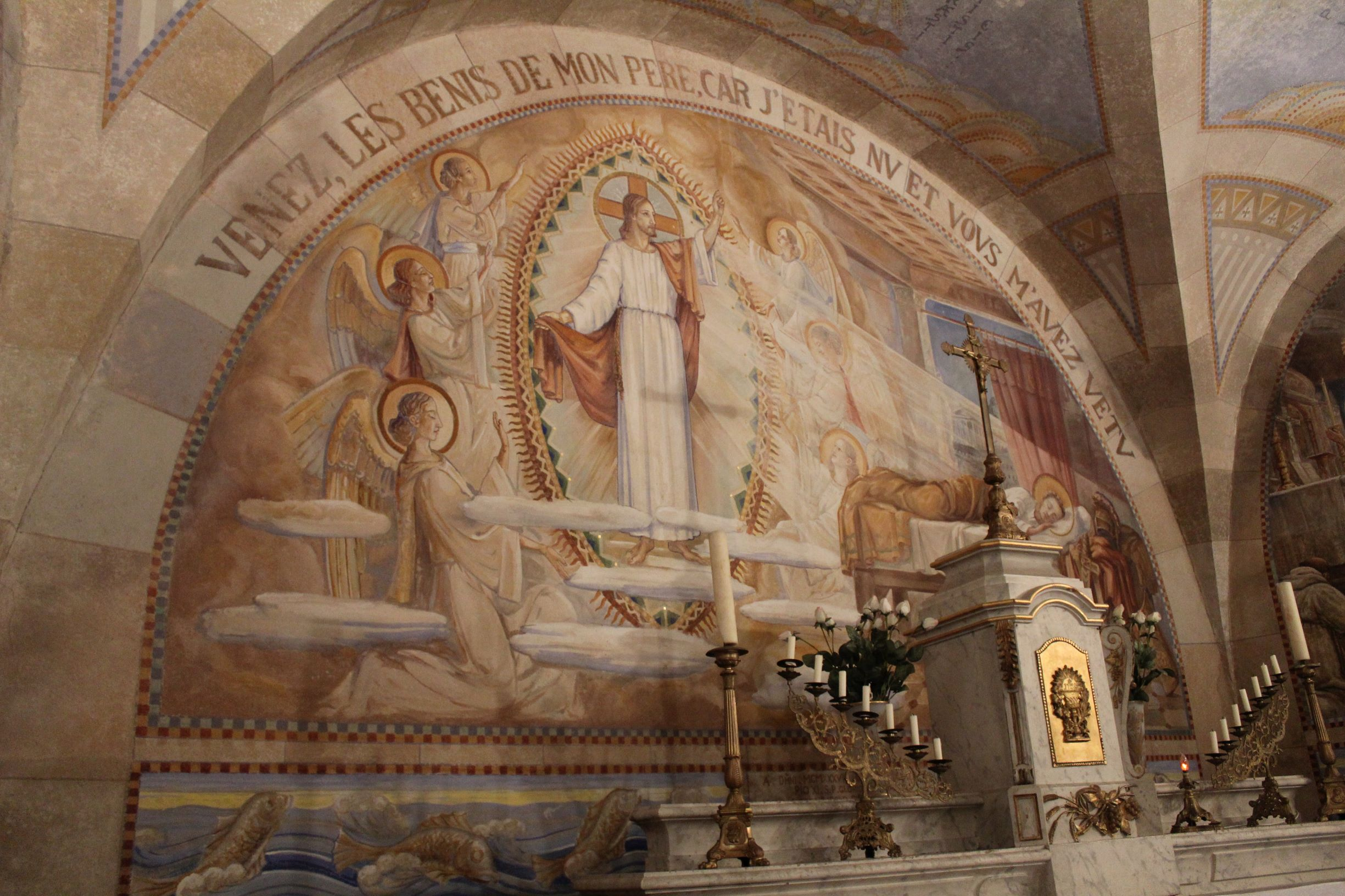
Décor peint de l'église Saint-Martin réalisé par Duilio Donzelli.

- Église Saint-Martin.
- Décor peint de l'église Saint-Martin réalisé par Duilio Donzelli.

### Personnalités liées à la commune
- Fanny Slinkman - Miss Meuse 2017[23] et 4e Dauphine Miss Lorraine 2017[24].